# Podregion Kokkola
Podregion Kokkola (fiń. Kokkolan seutukunta) – podregion w Finlandii, w regionie Ostrobotnia Środkowa.
W skład podregionu wchodzą gminy:
- Kannus,
- Kokkola.